# Beata Schimscheiner
Beata Małgorzata Schimscheiner z domu Kałek (ur. 13 września 1966 w Siemianowicach Śląskich) – polska aktorka teatralna i telewizyjna.

## Życiorys
W 1990 ukończyła krakowską PWST i od tego samego roku pracuje na deskach Teatru Ludowego w Krakowie.
Jest żoną aktora Tomasza Schimscheinera, z którym ma dwie córki: Lenę (ur. 3 czerwca 1991) i Adelę (ur. 18 czerwca 2008).

## Filmografia
- 1997: Sława i chwała − jako dziewczyna pracująca w Pustych Łąkach (odc. 5)
- 2000: Duże zwierzę − jako pani z Rady Osiedla
- 2002: Anioł w Krakowie − jako Ramona Talarek, rozwodząca się żona
- 2004: Vinci − jako sprzątaczka w komendzie policji
- 2004: Plebania − jako Beata, siostra Danuty (odc. 409-411, 420)
- 2005: Szanse finanse (odc. 10)
- 2005: Samo życie − jako Majewska, matka Dariusza
- 2005: Na Wspólnej − jako sekretarka (odc. 383)
- 2005: Na dobre i na złe − jako żona Dobosza (odc. 209)
- 2006–2007: Magda M. − jako Ula Rewicka
- 2007: Kryminalni − jako Adrianna Kuna (odc. 82)
- 2008: Agentki − jako Anna Małek (odc. 5)
- 2009–2010: Majka − jako doktor Ławniczak
- 2010: Heniek − jako Beata
- 2011: Szpilki na Giewoncie − jako Aldona Pawlikowska (odc. 33)
- 2011: Ojciec Mateusz − jako Urszula Morawska (odc. 75)
- 2012: Wszystkie kobiety Mateusza − jako fryzjerka Mariola
- 2012–2013: Barwy szczęścia − jako fryzjerka Karina
- 2013: Lekarze − jako Róża (odc. 20)
- 2013: Prawo Agaty − jako Teresa Kudeń, sąsiadka Borowczyka (odc. 48)
- 2013: Hotel 52 − jako kobieta w restauracji (odc. 88)
- 2014: Ojciec Mateusz − jako Nalberczakowa (odc. 146)
- 2014: Obywatel − jako pielęgniarka w szpitalu
- 2014: Ojciec Mateusz − jako pani Ania (odc. 147)
- 2015: Na Wspólnej − jako Mariola (odc. 2124)
- 2016: O mnie się nie martw − jako Natalia Kłoskowska (odc. 61)
- 2016: Kury (film krótkometrażowy) − jako kura
- 2016: Fale − jako matka Kasi
- 2016: Druga szansa − jako managerka sklepu (odc. 5/II Seria)
- 2017: Sztuka kochania − jako żona kuracjusza w Lubniewicach
- 2017: Lekarze na start − jako Barbara, matka Krystiana i żona dowódcy JRG (odc. 20)
- 2017: Belle Epoque − jako Hildegarda Jelinek, żona Ferdynanda
- 2017: Diagnoza − jako Iwona Gawlik (odc. 9)
- od 2018: Leśniczówka − jako Aniela Rej
- 2018: 53 wojny − jako Jelena
- 2019: Zakochani po uszy − jako Teresa
- 2020: Blondynka − jako pielęgniarka Anna (odc. 101, 102)
- 2021: Stulecie Winnych − jako bibliotekarka Wanda (odc. 31)
- 2021: Ojciec Mateusz − jako sprzątaczka Elwira Krysiak (odc. 321)
- 2021: Tatrzański orzeł − jako matka Marusarza
- 2021: Sonata − jako nauczycielka z ośrodka
- 2021: Papiery na szczęście − jako matka panny młodej (odc. 27, 28)
- 2022: Bunt! − jako pani Basia
- 2022: Komisarz Mama − jako Henryka Abramowicz (odc. 21)

## Nagrody
Została nominowana do Orłów 2002 w kategorii najlepsza drugoplanowa rola kobieca za rolę Ramony w filmie Anioł w Krakowie.